# Sztum (gemeente)
De gemeente Sztum is een stad- en landgemeente in het Poolse woiwodschap Pommeren, in powiat Sztumski.
De gemeente bestaat uit 18 administratieve plaatsen solectwo: Barlewice (Barlewitz), Biała Góra (Weißenberg) , Czernin (Hohendorf), Gościszewo (Braunswalde), Gronajny (Grünhagen), Kępina (Antonienhof), Koniecwałd (Conradswalde), Koślinka (Kiesling), Nowa Wieś (Königlich Neudorf), Parowy (Heihnen), Piekło (Pieckel), Pietrzwałd (Peterswalde), Postolin (Pestlin), Sztumska Wieś (Stuhmsdorf), Sztumskie Pole (Stuhmerfelde), Uśnice (Usznitz) en Zajezierze (Hintersee).
De zetel van de gemeente is in Sztum (Stuhm).
Op 30 juni 2004 telde de gemeente 17 949 inwoners.

## Oppervlakte gegevens
In 2002 bedroeg de totale oppervlakte van gemeente Sztum 180,84 km², waarvan:
- agrarisch gebied: 61%
- bossen: 25%

De gemeente beslaat 24,74% van de totale oppervlakte van de powiat.

## Demografie
Stand op 30 juni 2004:
| Omschrijving                   | Totaal | Totaal | Vrouwen | Vrouwen | Mannen | Mannen |
| ------------------------------ | ------ | ------ | ------- | ------- | ------ | ------ |
| eenheid                        | aantal | %      | aantal  | %       | aantal | %      |
| inwoners                       | 17 949 | 100    | 9215    | 51,3    | 8734   | 48,7   |
| bevolkingsdichtheid (inw./km²) | 99,3   | 99,3   | 51      | 51      | 48,3   | 48,3   |

In 2002 bedroeg het gemiddelde inkomen per inwoner 1364,28 zł.

## Aangrenzende gemeenten
Gniew, Malbork, Mikołajki Pomorskie, Miłoradz, Pelplin, Ryjewo, Stary Targ